# Mia-Lahnee Aquino
Mia-Lahnee Ramos Aquino (ur. 29 marca 1998) – guamska zapaśniczka. Olimpijka z Paryża 2024, gdzie zajęła szesnaste miejsce w kategorii do 53 kg. Zajęła osiemnaste miejsce na mistrzostwach świata w 2023 roku. 
Pięciokrotna mistrzyni Oceanii w latach 2017 - 2024, a czwarta w 2016 roku.